# Berni García
Bernardo García Álvarez (nacido el 22 de julio de 1992, en Puerto de Santa María, Cádiz)  es un jugador de baloncesto español, que ocupa la posición de base/escolta en las filas del Damex Udea Algeciras de Liga LEB Plata. 

## Trayectoria
Nacido en Puerto de Santa María, Cádiz, se formó en las categorías inferiores del CB El Palo, CB Unicaja y CB Granada. En 2010 debutó en Liga EBA en las filas del equipo malagueño del CB Novaschool con el que jugaría hasta la temporada 2014/15.
Comenzaría la temporada con el Club Baloncesto Vélez de Liga EBA y acabaría la temporada con Ávila Auténtica-Carrefour de Liga LEB Plata.
Más tarde, disputaría la temporadas 2016-17 en las filas de la A.E. Muro Basket Academy y la terminaría en las filas del Club Baloncesto Calviá, ambos de Liga EBA.
Defendería los equipos del Novaschool, el Vélez, el Muro y el Costa Calviá, todos ellos en la liga EBA.
El andaluz jugaría durante dos temporadas en el Ávila Auténtica-Carrefour de LEB Plata, con el que promedió en la temporada 2018-19 las cifras de 10,3 puntos, 3,5 rebotes y 2,7 asistencias para 11,9 de valoración. 
En septiembre de 2019 se compromete por el Club Baloncesto Peñas Huesca para disputar por una temporada la Liga LEB Oro. El 29 de febrero se anuncia su baja en el equipo oscense y su fichaje por el Cáceres Patrimonio de la Humanidad, disputando únicamente un partido con dicho club ya que sobrevino la conclusión prematura de la temporada por la pandemia de coronavirus.
Recaló en la temporada 2020-21 en las filas del Zornotza, club con el que disputó la LEB Plata.
En la temporada 2021-22, firma por el CD Colegio El Pinar de Liga EBA y antes de la primera vuelta de la competición firma por el Club Baloncesto Clavijo de Liga LEB Plata.
El 11 de diciembre de 2023, firma por el Damex Udea Algeciras de la Liga LEB Plata.

## Clubes
- CB Novaschool (2010-2015)
- Club Baloncesto Vélez (2015-2016)
- Óbila Club de Basket (2015-2016)
- A.E. Muro Basket Academy (2016-2017)
- Club Baloncesto Calviá (2016-2017)
- Óbila Club de Basket (2017-2019)
- Club Baloncesto Peñas Huesca (2019-2020)
- Cáceres Patrimonio de la Humanidad (2020)
- Zornotza Saskibaloi (2020-2021)
- CD Colegio El Pinar (2021)
- Club Baloncesto Clavijo (2021-2023)
- Damex Udea Algeciras (2023- )